# Austinograea rodriguezensis
Austinograea rodriguezensis is een krabbensoort uit de familie van de Bythograeidae. De wetenschappelijke naam van de soort is voor het eerst geldig gepubliceerd in 2002 door Tsuchida & Hashimoto.